# Liga Socialista (Reino Unido)
La Liga Socialista fue una temprana organización socialista revolucionaria del Reino Unido. La organización comenzó su andadura como retoño disidente de la Federación Socialdemócrata de Henry Hyndman a finales de 1884. Nunca fue un grupo armónico ideológicamente y en la década de 1890 había virado de su inicial socialismo hacia el anarquismo. El grupo se disolvió finalmente en 1901.

## Historia de la organización

### Orígenes
Hasta marzo de 1884, los miembros de la Federación Democrática, precedente de la Federación Socialdemócrata (SDF) trabajaron juntos en armonía. La nueva organización había esperado lograr rápidos avances ante el radicalismo existente en las organizaciones obreras, pero muy pocos habían optado por unirse a la SDF y al inicial entusiasmo dio paso al desencanto y la introspección. Las relaciones personales comenzaron a ensombrecerse entre los dirigentes del pequeño grupo, siendo la vanidad personal y la actitud autoritaria del fundador Henry Hyndman, así como su nacionalismo y su fijación en la política parlamentaria las principales causas de la acritud interna.
El disgusto personal de muchos miembros destacados de la SDF con Hyndman era palpable. William Morris escribió:

«Hyndman sólo puede aceptar una posición en un organismo como la SDF, la de jefe… Ha estado actuando… como un político obstinado en perseguir sus propios objetivos… siempre atento a cualquier cosa que pudiese publicitar al partido que se suponía que lideraba: su propósito ha sido hacer que el movimiento pareciese grande; asustar a los poderes con un farol… Todas esas dementes palabras sobre una inmediata y enérgica revolución, cuando sabemos que los trabajadores de Inglaterra todavía no han sido ni contactados por el movimiento».
A finales de 1884 un grupo de miembros de la SDF trataron de reemplazar a Hyndman de su puesto como líder del partido. La reunión decisiva del Consejo Ejecutivo de la SDF se celebró el 16 de diciembre de ese año, seguida por una serie de reuniones adicionales los días 23 y 27. Finalmente se produjo una votación sobre la censura de Hyndman, la cual fue aprobada por 10 votos contra 8.
Inmediatamente tras obtener aquella victoria en el Ejecutivo de la SDF, los disidentes anti-Hyndman entregaron su carta de dimisión previamente preparada, que afirmaba que:

«Desde que emergieron las diferencias en este Consejo debido al intento de sustituir el poder arbitrario existente allí dentro, contrario a los principios del socialismo, por la cooperación fraternal, y desde que percibimos como imposible remediar tal disputa, los abajo firmantes consideramos mejor, en interés del socialismo, cesar nuestra pertenencia a este Consejo y en consecuencia presentar nuestra dimisión».
Los miembros anti-Hyndman del Consejo Ejecutivo optaron por abandonar juntos la SDF, dejando Justice a Hyndman y sus aliados. Entre los que partieron se incluían algunos de los principales dirigentes de la organización, como William Morris, Eleanor Marx, Ernest Belfort Bax, Sam Mainwaring y Edward Aveling.
Eleanor Marx explicó el pensamiento de las fuerzas anti-Hyndman en una carta dirigida a su hermana Laura y escrita el 1 de enero de 1885:

«Siento que la crisis de la Federación Socialdemócrata no pudiera retrasarse un poco más; Hyndman se habría hundido más en el barro y los elementos personales se habrían dejado atrás. Sin embargo, no pudo evitarse. La razón por la que la mayoría, en lugar de llevar hasta el final su victoria, dimitió y [comenzó] una nueva organización fue principalmente por esto que me dijo Morris: la vieja organización no merecía la pena. Las agrupaciones de Londres tienen una fuerza de unos 300 miembros en total y aquellas donde esperan tener más números, como las de provincias, son todas majaderías y falsas».

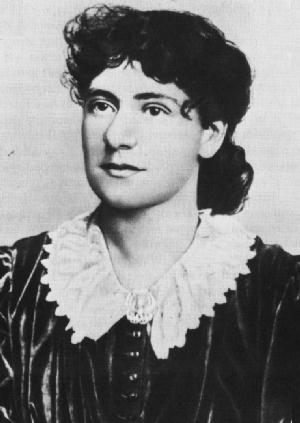
Eleanor Tussy Marx

Friedrich Engels, colaborador del recientemente fallecido Karl Marx y enemigo personal de Hyndman, se mostró exultante con la escisión de la SDF. En una carta fechada el 29 de diciembre de 1884 y dirigida a Eduard Bernstein, Engels afirmaba: «Tengo la satisfacción de haber visto todo el barullo desde el principio, haber evaluado correctamente a todas las personas involucradas y haber predicho cuál sería el final…».
Los diez miembros salientes del antiguo Consejo Ejecutivo de la SDF publicaron una declaración dirigida a los socialistas el 13 de enero de 1885 explicando su posición: 

«Nosotros, los miembros del Consejo de la Federación Socialdemócrata, quienes, aunque en mayoría, dimitimos el 27 de diciembre, deseamos explicar nuestras razones para dicha retirada y nuestra decisión de formar un organismo independiente de la Federación Socialdemócrata». 
«Nuestra postura es que tal organismo [como la SDF] en el estado actual de cosas no tiene otra función que educar al pueblo en los principios del socialismo y organizarlo para que pueda conseguir tomar las debidas posiciones, preparados para cuando lleguen las crisis que nos obliguen a actuar. Pensamos que aguantar los cebos de las esperanzas de mejorar las condiciones de los trabajadores mientras somos explotados por las necesidades de las facciones rivales de nuestros privilegiados gobernantes es engañoso y dañino. Para llevar a cabo nuestros objetivos de educación y organización no se requiere un líder excesivo e indispensable sino solo un grupo de hombres instruidos, cada uno de los cuales puede aprender a cumplir, según lo requiera la ocasión, las sencillas funciones de dirigente de un partido con principios».

«Afirmamos que, por otro lado, hay en las filas de la Federación Socialdemócrata una tendencia de oportunismo político, que de haberse desarrollado nos habrían implicado en alianzas, aunque temporales, con una u otra de las distintas facciones políticas, debilitando nuestra fuerza propagandista al llevarnos al electoralismo...».
A comienzos de 1885 los escindidos se agruparon en una nueva organización denominada Liga Socialista. Algunas agrupaciones de la SDF, como las del East End de Londres, Hammersmith y Leeds, se unieron al nuevo grupo. En Escocia la Scottish Land and Labour League cortó sus conexiones con la SDF para unirse a la nueva organización. Algunos referentes individuales del movimiento como el escritor Edward Carpent y el artista Walter Crane también optaron por echar su suerte con la bisoña Liga Socialista.
En febrero de 1885 el nuevo partido lanzó su órgano oficial, un periódico llamado Commonweal. Esta publicación se editó inicialmente con periodicidad mensual pero pronto se convirtió en semanario. Su editor fue William Morris, que pagaba el déficit operativo del periódico de su bolsillo.
William Morris se sintió contrariado por el lento crecimiento de la organización. Tras seis meses, la Liga Socialista solo tenía ocho agrupaciones y 230 miembros. Morris escribió a un amigo: «Estoy de mal humor con las perspectivas de nuestro partido, si es que puedo honrar con tal palabra a tan pequeño grupo de hombres. Usted ve que somos tan pocos, y que aunque trabajemos duro no parece que ganemos gente».

### Desarrollo de la organización
La Liga Socialista era una organización heterogénea, que incluía fabianos, socialistas cristianos y anarquistas, además de socialistas revolucionarios marxistas. Aunque los marxistas eran tolerantes con los socialistas éticos sinceros, los anarquistas fueron causa de preocupación desde los primeros momentos, teniendo en cuenta el recuerdo de su papel en la Primera Internacional aún fresco en la memoria colectiva. Eleanor Marx era una de las dirigentes de la Liga Socialistas particularmente preocupada por el lugar que tendrían los anarquistas en el nuevo partido:

«Hay un pequeño grupo de ellos aquí, principalmente alemanes, franceses, etc., pero pocos ingleses. Desgraciadamente en nuestro movimiento hay mucha gente que no entiende los principios y cuestiones teóricas del socialismo, buena gente que ve que el mundo está dislocado y que imagina saber qué debe hacerse para que el mal se transforme en bien. No entienden lo qué son el comunismo o el anarquismo y piensan que quien habló por última vez tiene razón. Entre estos amigos los anarquistas intentan llevar su propaganda...».
Friedrich Engels era incluso más pesimista que la hija de su antiguo colaborador. En una carta de 20 de marzo de 1886 al yerno de Marx, Paul Lafargue, escribió:

«Afortunadamente la Liga Socialista está inactiva por el momento. Nuestros buenos Bax y Morris, ansiosos por hacer algo (¿si solo supieran qué?), están contenidos solo por el hecho de que no hay absolutamente nada que hacer. Encima tienen mucho más que ver con los anarquistas de lo que sería deseable… Todo esto pasará, aunque solo sea porque no hay absolutamente nada que hacer aquí [en Inglaterra] en estos momentos. Pero con Hyndman, quien está bien versado en la impostura política y es capaz de todo tipo de locuras cuando está en juego su propio avance, por un lado… y nuestras dos criaturas políticas en armas por el otro, las perspectivas no son muy brillantes. Sin embargo, ahora contamos con periódicos socialistas en el extranjero que proclaman en la parte superior de sus cabeceras que el socialismo en Inglaterra está avanzando a pasos agigantados. Me alegra decir que lo que pasa por socialismo aquí en Inglaterra no está en marcha, ni mucho menos».

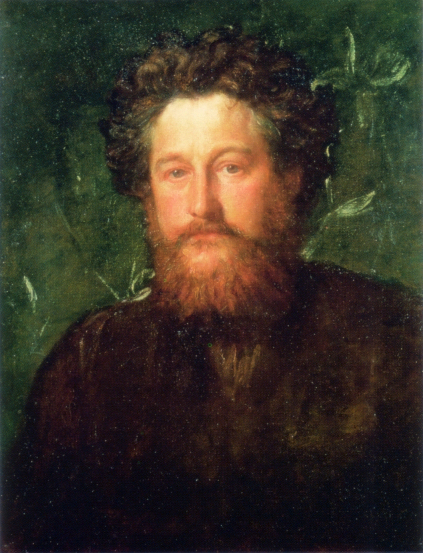
William Morris

Un terreno en el que la Liga Socialista sí tenía trabajo práctico que hacer implicaba la lucha por el derecho a la libertad de expresión en Londres durante 1885 y 1886. Mientras organizaciones religiosas como el Ejército de Salvación tenían permitido predicar en las calles, la Policía Metropolitana de Londres prohibía a los socialistas hacer actividades similares. Miembros de la Liga Socialista y de sus rivales de la SDF simplemente continuaron hablando y provocando multas, atrayendo la atención pública, hasta que las autoridades tomaron la decisión de que su procesamiento era contraproducente y detuvieron sus interferencias. A partir de entonces, el interés público por los mítines callejeros se evaporó rápidamente.
Aunque las aportaciones políticas de la diminuta Liga Socialista no fueron apreciables, sí tuvo un perdurable impacto literario. El periódico de la Liga, The Commonweal, aportó el lugar de encuentro adecuado para la primera publicación de una serie de escritos originales, como las novelas seriadas de William Morris, Dream of John Ball y News from Nowhere.
Los problemas económicos de Gran Bretaña en la década de 1880 ayudaron a desarrollar cierto interés por la Liga Socialista, pero el grupo permaneció no obstante minúsculo. En enero de 1887 la militancia del partido estaba en apenas 550 miembros. Por otra parte, muchos militantes estaban desempleados y eran demasiado pobres como para pagar sus cuotas; el tesorero informó de que solo 280 miembros eran capaces de contribuir a los fondos del partido. Además, incluso esta diminuta militancia estaba ideológicamente dividida en tres facciones: los anarquistas (que perseguían la destrucción del Estado y su sustitución por la libre asociación de productores mediante la insurrección revolucionaria), los socialistas orientados a la lucha parlamentaria (que buscaban el establecimiento de un Estado igualitario a través de medios electorales) y los socialistas antiparlamentarios (que pretendían establecer un Estado igualitario a través del derrocamiento revolucionario llevado a cabo por la clase trabajadora movilizada). Así, la dividida organización permaneció minúscula e impotente.

### Control anarquista
En torno a mediados de 1887 los anarquistas comenzaron a superar numéricamente a los socialistas. La 3ª Conferencia Anual, celebrada en Londres el 29 de mayo de 1887, marcó el cambio, con una mayoría de los 24 delegados votando a favor de la resolución patrocinada por los anarquistas que declaraba que "Esta conferencia aprueba la política de abstención de la acción parlamentaria, hasta ahora seguida por la Liga, y no observa razones suficientes como para alterarla."
Friedrich Engels, que vivía en Londres y era un observador muy interesado de los asuntos de la Liga, vio en este giro como decisivo el papel de William Morris. Relató los acontecimientos de la 3ª Conferencia a su amigo Friedrich Sorge en una carta el 4 de junio de 1887:

«Los elementos anarquistas que lograron acudir como delegados a [la conferencia de la Liga Socialista] ganaron, siendo apoyados por Morris, que tiene un odio mortal a todo lo relacionado con lo parlamentario… La resolución, en sí misma bastante inocua desde el momento en el que después de todo no se puede debatir sobre una acción parlamentaria "aquí y ahora", fue aprobada por 17 votos contra 11...».
«Lo que realmente resolvió el asunto fue la declaración de Morris de que abandonaría la organización en el momento en el que fuese aceptada como principio cualquier acción parlamentaria. Y ya que Morris ajusta el déficit de Commonweal con 4 libras a la semana, para muchos este fue el factor decisivo».

«Nuestra gente intenta ahora mantener organizadas las provincias, lo que están en camino de hacer, y convocar una conferencia extraordinaria dentro de unos tres o cuatro meses con el fin de anular lo anterior. Pero es poco probable que tengan éxito; en la fabricación de secciones con derecho a voto, los anarquistas son ampliamente superiores a nosotros y pueden crear ocho secciones con siete hombres… Los anarquistas, por cierto, podrían echar a nuestra gente en breve, y eso incluso podría ser para bien».
Como el tenor de la organización pasaba a estar cada vez más claro, empezó a tener lugar un constante desgaste de muchos de los socialistas internacionales del grupo. En agosto de 1888 la agrupación de Londres de la Liga Socialista, a la que pertenecían Tussy Marx y Edward Aveling, se escindió con el objetivo de constituirse como organización independiente, la Sociedad Socialista de Bloomsbury. A finales de 1888 muchos otros individuos orientados a la acción parlamentaria habían abandonado la Liga Socialista para regresar a la SDF, mientras otros, que permanecían hostiles al énfasis parlamentario de la SDF, optaron por implicarse en el floreciente movimiento por el llamado "nuevo sindicalismo" Mientras las facciones socialistas la abandonaban, la facción anarquista solidificaba su control de la organización.
Para 1889 el ala anarquista se había apoderado completamente de la organización. William Morris fue despojado de su puesto como editor de Commonweal en favor de Frank Kitz, un trabajador anarquista. Morris fue limitado a seguir cubriendo el déficit de la publicación, unas 4 libras semanales. En una época en la que 150 libras eran los ingresos anuales medios de una familia en el Reino Unido. En el otoño de 1890, Morris ya había tenido bastante y también abandonó la Liga Socialista.
A pesar de la pérdida de sus intelectuales socialistas dirigentes, la Liga Socialista siguió adelante. En 1895 la organización afirmaba contar con un número de militantes, ciertamente dudoso, de más de 10.700 miembros.

### Disolución
El partido permaneció activo hasta su disolución en 1901, en cuyo momento aun afirmaba tener más de 6.000 miembros.
El movimiento anarquista continuó contando con algunos periódicos, como Liberty y Freedom.
La Sociedad William Morris desplegó la antigua bandera de la agrupación de Hammersmith durante un día de las protestas contra los recortes de Londres en 2011. La enseña fue sacada de nuevo el 20 de octubre de 2012.

## Miembros destacados

### Secretarios
1885: John Lincoln Mahon
1885: Henry Halliday Sparling
1886: Henry Alfred Barker
1888: Fred Charles
1888: Frank Kitz

### Otros
|  | - Edward Aveling - Eleanor Marx Aveling - Ernest Belfort Bax - Edward Carpenter | - Walter Crane - Bruce Glasier - Bill Holmes - Tom Maguire | - Sam Mainwaring - William Morris - Andreas Scheu - Raymond Unwin |

## Conferencias de la Liga Socialista
Fuente: International Institute of Social History, "Finding Aid for the Socialist League Archive," supplemented by Kapp, Eleanor Marx: Volume 2, passim and Marx-Engels Collected Works, Volume 48, passim.| Año  | Nombre                | Lugar                                         | Fecha       | Delegados |
| ---- | --------------------- | --------------------------------------------- | ----------- | --------- |
| 1885 | 1ª Conferencia Anual  | Farringdon Hall, Londres                      | 5 de julio  |           |
| 1886 | Conferencia semianual |                                               | 25 de enero |           |
| 1886 | 2ª Conferencia Anual  |                                               | 13 de junio |           |
| 1887 | 3ª Conferencia Anual  | 13 Faringdon Road, Londres                    | 29 de mayo  | 24        |
| 1888 | 4ª Conferencia Anual  | 13 Faringdon Road, Londres                    | 20 de mayo  |           |
| 1889 | 5ª Conferencia Anual  |                                               | Junio       |           |
| 1890 | 6ª Conferencia        | Communist Club, Tottenham Court Road, Londres | 25 de mayo  | 14        |